# Trofeo Serra de Tramontana 2016
La 25e édition du Trofeo Serra de Tramontana a eu lieu le 30 janvier 2016. La course fait partie du calendrier UCI Europe Tour 2016 en catégorie 1.1.
L'épreuve a été remportée en solitaire par le Suisse Fabian Cancellara (Trek-Segafredo) qui s'impose de dix-sept secondes sur un groupe de neuf coureurs réglé au sprint par le Polonais Michał Kwiatkowski (Sky) devant le Belge Tiesj Benoot (Lotto-Soudal).
Le Belge Louis Vervaeke (Lotto-Soudal) gagne le classement de la montagne et le Sud-Africain Johann van Zyl (Dimension Data) celui des Metas Volantes. Deux Espagnols s'adjuge deux autres classements annexes, Ion Izagirre (Movistar) celui des sprints spéciaux et Adrià Moreno (Équipe nationale d'Espagne) celui du combiné. Lluís Mas (Caja Rural-Seguros RGA) finit meilleur coureur Baléare et que la formation sud-africaine Dimension Data termine meilleure équipe.

## Présentation

### Équipes
Classé en catégorie 1.1 de l'UCI Europe Tour, le Trofeo Serra de Tramontana est par conséquent ouvert aux WorldTeams dans la limite de 50 % des équipes participantes, aux équipes continentales professionnelles, aux équipes continentales et aux équipes nationales.
Vingt-et-une équipes participent à ce Trofeo Serra de Tramontana - neuf WorldTeams, cinq équipes continentales professionnelles, cinq équipes continentales et deux équipes nationales :
| UCI WorldTeams   | UCI WorldTeams | UCI WorldTeams |
| Nom de l'équipe  | Pays           | Code           |
| ---------------- | -------------- | -------------- |
| Cannondale       | États-Unis     | CPT            |
| Dimension Data   | Afrique du Sud | DDD            |
| Etixx-Quick Step | Belgique       | EQS            |
| FDJ              | France         | FDJ            |
| IAM              | Suisse         | IAM            |
| Lotto-Soudal     | Belgique       | LTS            |
| Movistar         | Espagne        | MOV            |
| Sky              | Royaume-Uni    | SKY            |
| Trek-Segafredo   | États-Unis     | TFS            |

| Équipes continentales professionnelles | Équipes continentales professionnelles | Équipes continentales professionnelles |
| Nom de l'équipe                        | Pays                                   | Code                                   |
| -------------------------------------- | -------------------------------------- | -------------------------------------- |
| Bora-Argon 18                          | Allemagne                              | BOA                                    |
| Caja Rural-Seguros RGA                 | Espagne                                | CJR                                    |
| Cofidis                                | France                                 | COF                                    |
| Gazprom-RusVelo                        | Russie                                 | GAZ                                    |
| Roth                                   | Suisse                                 | ROT                                    |

| Équipes continentales         | Équipes continentales | Équipes continentales |
| Nom de l'équipe               | Pays                  | Code                  |
| ----------------------------- | --------------------- | --------------------- |
| Burgos BH                     | Espagne               | BUR                   |
| Euskadi Basque Country-Murias | Espagne               | EUS                   |
| GM Europa Ovini               | Italie                | GME                   |
| Lokosphinx                    | Russie                | LOK                   |
| Stradalli-Bike Aid            | Allemagne             | BAI                   |

| Équipes nationales              | Équipes nationales | Équipes nationales |
| Nom de l'équipe                 | Pays               | Code               |
| ------------------------------- | ------------------ | ------------------ |
| Équipe nationale d'Espagne      | Espagne            | ESP                |
| Équipe nationale du Royaume-Uni | Royaume-Uni        | GBR                |

## Classements

### Classement final
| Classement final | Classement final   | Classement final | Classement final | Classement final   |
|                  | Coureur            | Pays             | Équipe           | Temps              |
| ---------------- | ------------------ | ---------------- | ---------------- | ------------------ |
| 1er              | Fabian Cancellara  | Suisse           | Trek-Segafredo   | en 3 h 41 min 48 s |
| 2e               | Michał Kwiatkowski | Pologne          | Sky              | + 17 s             |
| 3e               | Tiesj Benoot       | Belgique         | Lotto-Soudal     | + 17 s             |
| 4e               | Gianluca Brambilla | Italie           | Etixx-Quick Step | + 17 s             |
| 5e               | Alejandro Valverde | Espagne          | Movistar         | + 17 s             |
| 6e               | Merhawi Kudus      | Érythrée         | Dimension Data   | + 17 s             |
| 7e               | Maxime Bouet       | France           | Etixx-Quick Step | + 17 s             |
| 8e               | Serge Pauwels      | Belgique         | Dimension Data   | + 17 s             |
| 9e               | Paul Voss          | Allemagne        | Bora-Argon 18    | + 17 s             |
| 10e              | Tim Wellens        | Belgique         | Lotto-Soudal     | + 17 s             |
| modifier         |                    |                  |                  |                    |

### Classements annexes
| Classement de la montagne | Classement de la montagne | Classement de la montagne | Classement de la montagne  | Classement de la montagne |
| ------------------------- | ------------------------- | ------------------------- | -------------------------- | ------------------------- |
|                           | Coureur                   | Pays                      | Équipe                     | Point(s)                  |
| 1er                       | Louis Vervaeke            | Belgique                  | Lotto-Soudal               | 23 points                 |
| 2e                        | Albert Torres             | Espagne                   | Équipe nationale d'Espagne | 17 pts                    |
| 3e                        | Beñat Intxausti           | Espagne                   | Sky                        | 16 pts                    |
| modifier                  |                           |                           |                            |                           |

| Classement des Metas Volantes | Classement des Metas Volantes | Classement des Metas Volantes | Classement des Metas Volantes | Classement des Metas Volantes |
| ----------------------------- | ----------------------------- | ----------------------------- | ----------------------------- | ----------------------------- |
|                               | Coureur                       | Pays                          | Équipe                        | Point(s)                      |
| 1er                           | Johann van Zyl                | Afrique du Sud                | Dimension Data                | 3 points                      |
| 2e                            | Adrià Moreno                  | Espagne                       | Équipe nationale d'Espagne    | 3 pts                         |
| 3e                            | Sergey Firsanov               | Russie                        | Gazprom-RusVelo               | 2 pts                         |
| modifier                      |                               |                               |                               |                               |

| Classement des sprints spéciaux | Classement des sprints spéciaux | Classement des sprints spéciaux | Classement des sprints spéciaux | Classement des sprints spéciaux |
| ------------------------------- | ------------------------------- | ------------------------------- | ------------------------------- | ------------------------------- |
|                                 | Coureur                         | Pays                            | Équipe                          | Point(s)                        |
| 1er                             | Ion Izagirre                    | Espagne                         | Movistar                        | 3 points                        |
| 2e                              | Adrià Moreno                    | Espagne                         | Équipe nationale d'Espagne      | 3 pts                           |
| 3e                              | Tao Geoghegan Hart              | Royaume-Uni                     | Équipe nationale du Royaume-Uni | 2 pts                           |
| modifier                        |                                 |                                 |                                 |                                 |

| Classement du combiné | Classement du combiné | Classement du combiné | Classement du combiné      | Classement du combiné |
| --------------------- | --------------------- | --------------------- | -------------------------- | --------------------- |
|                       | Coureur               | Pays                  | Équipe                     | Point(s)              |
| 1er                   | Adrià Moreno          | Espagne               | Équipe nationale d'Espagne | 85 points             |
| 2e                    | Ion Izagirre          | Espagne               | Movistar                   | 33 pts                |
| 3e                    | Sergey Firsanov       | Russie                | Gazprom-RusVelo            | 38 pts                |
| modifier              |                       |                       |                            |                       |

| Classement du meilleur coureur Baléare | Classement du meilleur coureur Baléare | Classement du meilleur coureur Baléare | Classement du meilleur coureur Baléare | Classement du meilleur coureur Baléare |
|                                        | Coureur                                | Pays                                   | Équipe                                 | Temps                                  |
| -------------------------------------- | -------------------------------------- | -------------------------------------- | -------------------------------------- | -------------------------------------- |
| 1er                                    | Lluís Mas                              | Espagne                                | Caja Rural-Seguros RGA                 | en 3 h 42 min 37 s                     |
| 2e                                     | Albert Torres                          | Espagne                                | Équipe nationale d'Espagne             | + 13 min 24 s                          |
| modifier                               |                                        |                                        |                                        |                                        |

| Classement par équipes | Classement par équipes | Classement par équipes | Classement par équipes |
|                        | Équipe                 | Pays                   | Temps                  |
| ---------------------- | ---------------------- | ---------------------- | ---------------------- |
| 1re                    | Dimension Data         | Afrique du Sud         | en 11 h 6 min 18 s     |
| 2e                     | Sky                    | Royaume-Uni            | + 3 s                  |
| 3e                     | Lotto-Soudal           | Belgique               | + 29 s                 |
| modifier               |                        |                        |                        |

### UCI Europe Tour
Ce Trofeo Serra de Tramontana attribue des points pour l'UCI Europe Tour 2016, par équipes seulement aux coureurs des équipes continentales professionnelles et continentales, individuellement à tous les coureurs sauf ceux faisant partie d'une équipe ayant un label WorldTeam.
| Position | 1er | 2e | 3e | 4e | 5e | 6e | 7e | 8e | 9e | 10e | 11e | 12e | 13e | 14e | 15e | 16e | 17e | 18e | 19e | 20e | 21e | 22e | 23e | 24e | 25e |
| -------- | --- | -- | -- | -- | -- | -- | -- | -- | -- | --- | --- | --- | --- | --- | --- | --- | --- | --- | --- | --- | --- | --- | --- | --- | --- |
| PTS UCI  | 125 | 85 | 70 | 60 | 50 | 40 | 35 | 30 | 25 | 20  | 15  | 10  | 5   | 5   | 5   | 3   | 3   | 3   | 3   | 3   | 3   | 3   | 3   | 3   | 3   |

## Liste des participants
- Liste de départ complète

| Légende | Légende                                                                    | Légende | Légende                                                    |
| ------- | -------------------------------------------------------------------------- | ------- | ---------------------------------------------------------- |
| Num     | Dossard de départ porté par le coureur sur ce Trofeo Serra de Tramontana   | Pos     | Position à l'arrivée de la course                          |
|         | Indique un maillot de champion national ou mondial, suivi de sa spécialité | NP      | Indique un coureur qui n'a pas pris le départ de la course |
| AB      | Indique un coureur qui n'a pas terminé la course                           | HD      | Indique un coureur qui a terminé la course hors des délais |

| Movistar MOV                                   | Movistar MOV                     | Movistar MOV |
| ---------------------------------------------- | -------------------------------- | ------------ |
| Num                                            | Coureur                          | Pos          |
| 1                                              | Alejandro Valverde (ESP) (Route) | 5e           |
| 6                                              | Imanol Erviti (ESP)              | 72e          |
| 7                                              | José Herrada (ESP)               | 16e          |
| 8                                              | Gorka Izagirre (ESP)             | 20e          |
| 9                                              | Ion Izagirre (ESP)               | 24e          |
| 10                                             | Javier Moreno (ESP)              | 45e          |
| 12                                             | Dayer Quintana (COL)             | 50e          |
| 14                                             | Giovanni Visconti (ITA)          | 27e          |
| Directeur sportif : José Vicente García Acosta |                                  |              |

| Sky SKY                            | Sky SKY                    | Sky SKY |
| ---------------------------------- | -------------------------- | ------- |
| Num                                | Coureur                    | Pos     |
| 17                                 | Michał Kwiatkowski (POL)   | 2e      |
| 19                                 | Beñat Intxausti (ESP)      | 25e     |
| 20                                 | Christian Knees (GER)      | 95e     |
| 21                                 | Leopold König (CZE)        | 15e     |
| 22                                 | David López García (ESP)   | 23e     |
| 24                                 | Lars Petter Nordhaug (NOR) | 13e     |
| 26                                 | Nicolas Roche (IRL)        | 81e     |
| 29                                 | Michał Gołaś (POL)         | 67e     |
| Directeur sportif : Servais Knaven |                            |         |

| Cannondale CPT                   | Cannondale CPT             | Cannondale CPT |
| -------------------------------- | -------------------------- | -------------- |
| Num                              | Coureur                    | Pos            |
| 30                               | Ramūnas Navardauskas (LTU) | AB             |
| 31                               | Matti Breschel (DEN)       | 96e            |
| 32                               | Kristjan Koren (SLO)       | 78e            |
| 33                               | Sebastian Langeveld (NED)  | 64e            |
| 34                               | Alan Marangoni (ITA)       | AB             |
| 36                               | Toms Skujiņš (LAT)         | 54e            |
| 37                               | Dylan van Baarle (NED)     | 92e            |
| 38                               | Tom-Jelte Slagter (NED)    | 26e            |
| Directeur sportif : Johnny Weltz |                            |                |

| FDJ                                 | FDJ                        | FDJ |
| ----------------------------------- | -------------------------- | --- |
| Num                                 | Coureur                    | Pos |
| 40                                  | Sébastien Chavanel (FRA)   | AB  |
| 41                                  | Arnaud Courteille (FRA)    | 56e |
| 42                                  | Odd Christian Eiking (NOR) | 57e |
| 44                                  | Matthieu Ladagnous (FRA)   | 93e |
| 45                                  | Olivier Le Gac (FRA)       | AB  |
| 46                                  | Jérémy Maison (FRA)        | 58e |
| 47                                  | Lorrenzo Manzin (FRA)      | AB  |
| 48                                  | Marc Sarreau (FRA)         | AB  |
| Directeur sportif : Thierry Bricaud |                            |     |

| IAM                               | IAM                        | IAM |
| --------------------------------- | -------------------------- | --- |
| Num                               | Coureur                    | Pos |
| 50                                | Vicente Reynés (ESP)       | AB  |
| 53                                | Stefan Denifl (AUT)        | DSQ |
| 54                                | Martin Elmiger (SUI)       | 32e |
| 55                                | Pirmin Lang (SUI)          | 76e |
| 56                                | Vegard Stake Laengen (NOR) | 17e |
| 58                                | Lawrence Warbasse (USA)    | 75e |
| 59                                | Marcel Wyss (SUI)          | 62e |
| 60                                | Oliver Zaugg (SUI)         | 86e |
| Directeur sportif : Eddy Seigneur |                            |     |

| Etixx-Quick Step EQS               | Etixx-Quick Step EQS     | Etixx-Quick Step EQS |
| ---------------------------------- | ------------------------ | -------------------- |
| Num                                | Coureur                  | Pos                  |
| 61                                 | Zdeněk Štybar (CZE)      | 68e                  |
| 62                                 |                          |                      |
| 63                                 | Maxime Bouet (FRA)       | 7e                   |
| 64                                 | Gianluca Brambilla (ITA) | 4e                   |
| 65                                 | Laurens De Plus (BEL)    | 49e                  |
| 66                                 |                          |                      |
| 68                                 | Yves Lampaert (BEL)      | AB                   |
| 72                                 | Matteo Trentin (ITA)     | AB                   |
| Directeur sportif : Jan Schaffrath |                          |                      |

| Dimension Data DDD             | Dimension Data DDD            | Dimension Data DDD |
| ------------------------------ | ----------------------------- | ------------------ |
| Num                            | Coureur                       | Pos                |
| 77                             | Igor Antón (ESP)              | 59e                |
| 80                             | Omar Fraile (ESP)             | 60e                |
| 81                             | Merhawi Kudus (ERI)           | 6e                 |
| 82                             | Serge Pauwels (BEL)           | 8e                 |
| 84                             | Kanstantsin Siutsou (BLR)     | 11e                |
| 85                             | Daniel Teklehaimanot (ERI)    | 74e                |
| 87                             | Johann van Zyl (RSA)          | 46e                |
| 89                             | Natnael Berhane (ERI) (Route) | 55e                |
| Directeur sportif : Jens Zemke |                               |                    |

| Trek-Segafredo TFS                 | Trek-Segafredo TFS      | Trek-Segafredo TFS |
| ---------------------------------- | ----------------------- | ------------------ |
| Num                                | Coureur                 | Pos                |
| 90                                 | Fabian Cancellara (SUI) | 1er                |
| 91                                 | Bauke Mollema (NED)     | 22e                |
| 92                                 |                         |                    |
| 94                                 | Fränk Schleck (LUX)     | 37e                |
| 95                                 | Haimar Zubeldia (ESP)   | 38e                |
| 96                                 | Fabio Felline (ITA)     | 18e                |
| 97                                 | Markel Irizar (ESP)     | 73e                |
| 101                                | Riccardo Zoidl (AUT)    | 101e               |
| Directeur sportif : Alain Gallopin |                         |                    |

| Lotto-Soudal LTS                | Lotto-Soudal LTS                | Lotto-Soudal LTS |
| ------------------------------- | ------------------------------- | ---------------- |
| Num                             | Coureur                         | Pos              |
| 105                             | Tiesj Benoot (BEL)              | 3e               |
| 106                             | Jasper De Buyst (BEL)           | AB               |
| 107                             | Bart De Clercq (BEL)            | 39e              |
| 108                             | Jens Debusschere (BEL)          | AB               |
| 109                             | Frederik Frison (BEL)           | AB               |
| 110                             | Tomasz Marczyński (POL) (Route) | 63e              |
| 113                             | Louis Vervaeke (BEL)            | 19e              |
| 114                             | Tim Wellens (BEL)               | 10e              |
| Directeur sportif : Bart Leysen |                                 |                  |

| Roth ROT                        | Roth ROT                  | Roth ROT |
| ------------------------------- | ------------------------- | -------- |
| Num                             | Coureur                   | Pos      |
| 115                             | David Belda (ESP)         | 36e      |
| 116                             | Nicolas Baldo (FRA)       | AB       |
| 117                             | Nico Brüngger (SUI)       | 77e      |
| 119                             | Marco D'Urbano (ITA)      | AB       |
| 122                             | Martin Kohler (SUI)       | AB       |
| 127                             | Bruno Pires (POR)         | 33e      |
| 129                             | Roland Thalmann (SUI)     | 103e     |
| 130                             | Valentin Baillifard (SUI) | 87e      |
| Directeur sportif : Uwe Peschel |                           |          |

| Bora-Argon 18 BOA                    | Bora-Argon 18 BOA              | Bora-Argon 18 BOA |
| ------------------------------------ | ------------------------------ | ----------------- |
| Num                                  | Coureur                        | Pos               |
| 135                                  | Dominik Nerz (GER)             | 69e               |
| 136                                  | Jan Bárta (CZE)                | AB                |
| 138                                  | Emanuel Buchmann (GER) (Route) | 48e               |
| 139                                  | Patrick Konrad (AUT)           | AB                |
| 140                                  | José Mendes (POR)              | AB                |
| 141                                  | Gregor Mühlberger (AUT)        | 70e               |
| 144                                  | Ralf Matzka (GER)              | AB                |
| 154                                  | Paul Voss (GER)                | 9e                |
| Directeur sportif : Enrico Poitschke |                                |                   |

| Caja Rural-Seguros RGA CJR                | Caja Rural-Seguros RGA CJR | Caja Rural-Seguros RGA CJR |
| ----------------------------------------- | -------------------------- | -------------------------- |
| Num                                       | Coureur                    | Pos                        |
| 156                                       | David Arroyo (ESP)         | 91e                        |
| 157                                       | Ángel Madrazo (ESP)        | 43e                        |
| 159                                       | José Gonçalves (POR)       | 66e                        |
| 160                                       | Antonio Molina (ESP)       | 42e                        |
| 162                                       | Jaime Rosón (ESP)          | 98e                        |
| 165                                       | Hugh Carthy (GBR)          | 14e                        |
| 166                                       | Ricardo Vilela (POR)       | 44e                        |
| 167                                       | Eduard Prades (ESP)        | 61e                        |
| Directeur sportif : José Miguel Fernández |                            |                            |

| Cofidis COF                          | Cofidis COF               | Cofidis COF |
| ------------------------------------ | ------------------------- | ----------- |
| Num                                  | Coureur                   | Pos         |
| 168                                  | Stéphane Rossetto (FRA)   | 41e         |
| 170                                  | Luis Ángel Maté (ESP)     | 12e         |
| 171                                  | Yoann Bagot (FRA)         | 34e         |
| 172                                  | Rayane Bouhanni (FRA)     | AB          |
| 174                                  | Loïc Chetout (FRA)        | 94e         |
| 175                                  | Nicolas Edet (FRA)        | 35e         |
| 181                                  | Anthony Perez (FRA)       | 89e         |
| 183                                  | Gert Jõeäär (EST) (Route) | AB          |
| Directeur sportif : Jean-Luc Jonrond |                           |             |

| Gazprom-RusVelo GAZ               | Gazprom-RusVelo GAZ       | Gazprom-RusVelo GAZ |
| --------------------------------- | ------------------------- | ------------------- |
| Num                               | Coureur                   | Pos                 |
| 186                               | Sergey Firsanov (RUS)     | 29e                 |
| 188                               | Sergey Nikolaev (RUS)     | AB                  |
| 189                               | Alexander Foliforov (RUS) | 47e                 |
| 190                               | Andrey Solomennikov (RUS) | AB                  |
| 194                               | Alexey Rybalkin (RUS)     | AB                  |
| 195                               | Kirill Sveshnikov (RUS)   | 80e                 |
| 198                               | Artem Nych (RUS)          | 84e                 |
| 209                               | Roman Kustadinchev (RUS)  | 100e                |
| Directeur sportif : Alexei Markov |                           |                     |

| Stradalli-Bike Aid BAI             | Stradalli-Bike Aid BAI  | Stradalli-Bike Aid BAI |
| ---------------------------------- | ----------------------- | ---------------------- |
| Num                                | Coureur                 | Pos                    |
| 200                                | Timo Schafer (GER)      | AB                     |
| 201                                | Damien Garcia (FRA)     | 82e                    |
| 202                                | Meron Teshome (ERI)     | AB                     |
| 203                                | Daniel Bichlmann (GER)  | AB                     |
| 204                                | Nikodemus Holler (GER)  | AB                     |
| 206                                | Dominik Merseburg (GER) | AB                     |
| 207                                | Amanuel Mengis (ERI)    | AB                     |
| 208                                | Matthias Schnapka (GER) | AB                     |
| Directeur sportif : Günther Laufer |                         |                        |

| Burgos BH BUR                              | Burgos BH BUR        | Burgos BH BUR |
| ------------------------------------------ | -------------------- | ------------- |
| Num                                        | Coureur              | Pos           |
| 213                                        | Pablo Torres (ESP)   | AB            |
| 214                                        | Álvaro Robredo (ESP) | AB            |
| 215                                        | Arnau Solé (ESP)     | AB            |
| 216                                        | Víctor Martín (ESP)  | AB            |
| 217                                        | Ibai Salas (ESP)     | 31e           |
| 218                                        | Jesús del Pino (ESP) | 40e           |
| 219                                        | Igor Merino (ESP)    | AB            |
| 220                                        | Jorge Cubero (ESP)   | 90e           |
| Directeur sportif : Julio Andrés Izquierdo |                      |               |

| Euskadi Basque Country-Murias EUS | Euskadi Basque Country-Murias EUS | Euskadi Basque Country-Murias EUS |
| --------------------------------- | --------------------------------- | --------------------------------- |
| Num                               | Coureur                           | Pos                               |
| 222                               | Garikoitz Bravo (ESP)             | 53e                               |
| 223                               | Beñat Txoperena (ESP)             | 83e                               |
| 224                               | Jon Ander Insausti (ESP)          | AB                                |
| 225                               | Pello Olaberria (ESP)             | AB                                |
| 228                               | Eneko Lizarralde (ESP)            | AB                                |
| 229                               | Adrián González (ESP)             | AB                                |
| 230                               | Gotzon Udondo (ESP)               | AB                                |
| 232                               | Mikel Bizkarra (ESP)              | 65e                               |
| Directeur sportif : Jon Odriozola |                                   |                                   |

| GM Europa Ovini GME                 | GM Europa Ovini GME       | GM Europa Ovini GME |
| ----------------------------------- | ------------------------- | ------------------- |
| Num                                 | Coureur                   | Pos                 |
| 235                                 | José Márquez Romero (ESP) | AB                  |
| 236                                 | Ivan Balykin (RUS)        | AB                  |
| 238                                 | Andrea Di Renzo (ITA)     | AB                  |
| 239                                 | Antonio Di Sante (ITA)    | AB                  |
| 241                                 | Davide Pacchiardo (ITA)   | AB                  |
| 242                                 | Matteo Rotondi (ITA)      | AB                  |
| 243                                 | Andrea Ruscetta (ITA)     | AB                  |
| 244                                 | Andrey Sazanov (RUS)      | AB                  |
| Directeur sportif : Dario Andriotto |                           |                     |

| Lokosphinx LOK                          | Lokosphinx LOK         | Lokosphinx LOK |
| --------------------------------------- | ---------------------- | -------------- |
| Num                                     | Coureur                | Pos            |
| 245                                     | Dmitri Strakhov (RUS)  | 99e            |
| 246                                     | Sergey Vdovin (RUS)    | AB             |
| 247                                     | Alexander Vdovin (RUS) | AB             |
| 248                                     | Artem Samolenkov (RUS) | 85e            |
| 249                                     | Vadim Zhuravlev (RUS)  | AB             |
| 250                                     | Vasily Neustroev (RUS) | AB             |
| 251                                     | Sergey Shilov (RUS)    | 88e            |
| 252                                     | Dmitriy Sokolov (RUS)  | AB             |
| Directeur sportif : Alexander Kuznetsov |                        |                |

| Équipe nationale d'Espagne ESP     | Équipe nationale d'Espagne ESP | Équipe nationale d'Espagne ESP |
| ---------------------------------- | ------------------------------ | ------------------------------ |
| Num                                | Coureur                        | Pos                            |
| 253                                | Albert Torres (ESP)            | 102e                           |
| 254                                | Enric Mas (ESP)                | 21e                            |
| 256                                | Sebastián Mora (ESP)           | AB                             |
| 258                                | Julio Amores (ESP)             | AB                             |
| 259                                | Vicente García de Mateos (ESP) | 28e                            |
| 260                                | Adrià Moreno (ESP)             | 71e                            |
| 262                                | Marcos Jurado (ESP)            | 51e                            |
| 264                                | Óscar Pelegrí (ESP)            | AB                             |
| Directeur sportif : Salvador Melià |                                |                                |

| Équipe nationale du Royaume-Uni GBR | Équipe nationale du Royaume-Uni GBR | Équipe nationale du Royaume-Uni GBR |
| ----------------------------------- | ----------------------------------- | ----------------------------------- |
| Num                                 | Coureur                             | Pos                                 |
| 266                                 | Bradley Wiggins (GBR)               | AB                                  |
| 267                                 | Scott Davies (GBR)                  | 79e                                 |
| 268                                 | Andrew Tennant (GBR)                | AB                                  |
| 270                                 | Owain Doull (GBR)                   | AB                                  |
| 271                                 | Jonathan Dibben (GBR)               | AB                                  |
| 272                                 | Daniel Pearson (GBR)                | 52e                                 |
| 275                                 | Iain Paton (GBR)                    | AB                                  |
| 276                                 | Tao Geoghegan Hart (GBR)            | 30e                                 |
| Directeur sportif : Keith Lambert   |                                     |                                     |